# تپه آبی
تپه آبی مربوط به دوره ساسانیان است و در شهرستان خدابنده، بخش مرکزی، روستای حصار واقع شده و این اثر در تاریخ ۲۴ تیر ۱۳۸۲ با شمارهٔ ثبت ۹۱۹۹ به‌عنوان یکی از آثار ملی ایران به ثبت رسیده است.